# Séfévides
1501–1736
Entités précédentes :
- Timourides
- Aq Qoyunlu

Entités suivantes :
- Hotaki
- Afsharides

La dynastie des Séfévides (persan : دودمان صفوی) ou Safavides fut l'une des dynasties les plus significatives de l'Iran, régnant de 1501 à 1736. Leur règne est souvent considéré comme ayant marqué le début de l'histoire moderne iranienne, et leur empire fut l'un des empires de la poudre à canon (en). L'établissement par le chah séfévide Ismaïl Ier du chiisme duodécimain comme religion officielle de l'Empire perse compte parmi les événements les plus importants dans l'histoire de l'Islam. La dynastie des Séfévides trouve son origine dans la Safavieh, une confrérie soufie qui a été fondée dans la ville d'Ardabil dans la région d'Azerbaïdjan en Iran. C'était une dynastie iranienne d'origine kurde,,,,,,. Depuis leur base à Ardabil, ils ont établi le contrôle sur des parties du Grand Iran et ont réaffirmé l'identité iranienne de la région, devenant ainsi la première dynastie autochtone depuis l'Empire sassanide à établir un État national officiellement connu sous le nom d'Iran.
Les Séfévides ont régné de 1501 à 1722 (connaissant une brève restauration de 1729 à 1736 et de 1750 à 1773) et à leur apogée, contrôlaient un territoire comprenant les Etats suivants : Iran, République d'Azerbaïdjan, Bahreïn, Arménie, l'est de la Géorgie, des parties du Caucase du Nord y compris Russie, Irak, Koweït, et Afghanistan, ainsi que des parties de Turquie, Syrie, Pakistan, Turkménistan, et Ouzbékistan.
Malgré leur disparition en 1736, l'héritage qu'ils ont laissé derrière eux fut la renaissance de l'Iran comme bastion économique entre l'Est et l'Occident, l'établissement d'un État et d'une bureaucratie efficaces basés sur des "contrôles et équilibres", leurs innovations architecturales, et le mécénat des beaux-arts. Les Séfévides ont également laissé leur empreinte jusqu'à l'ère présente en établissant le chiisme duodécimain comme religion d'État de l'Iran, ainsi qu'en diffusant l'islam chiite dans de grandes parties de l'Asie de l'Ouest (y compris l'Anatolie, le Caucase du Sud, le golfe Persique et la Mésopotamie) et de l'Asie centrale,.

## Origine de la dynastie
Les rois Safavides se prétendaient sayyid, descendants de la famille du prophète Mahomet. Mais de nombreux chercheurs ont mis en doute cette revendication.
Il semble y avoir un consensus parmi les savants que la famille Safavide était originaire du Kurdistan iranien, et avant d'aller plus tard en Azerbaïdjan iranien, puis finalement au XIe siècle à Ardabil. Les manuscrits Safavides traditionnels avant 1501 retracent leur lignée jusqu'au dignitaire kurde, Firuz-Shah Zarrin-Kolah,.
Cela est confirmé par les historiens, dont Vladimir Minorsky et Roger Savory, qui affirment que les Safavides étaient d'origine iranienne turquisée :
« D'après les preuves disponibles à l'heure actuelle, il est certain que la famille Safavide était d'origine iranienne autochtone, et non d'ascendance turque comme cela est parfois affirmé. Il est probable que la famille soit originaire du Kurdistan persan, et ait ensuite déménagé en Azerbaïdjan, où ils ont adopté la forme azérie du turc parlé là-bas, pour finalement s'établir dans la petite ville d'Ardabil quelquefois au cours du onzième siècle. »
Sur le plan culturel, à l'époque de l'établissement de l'empire Safavide, les membres de la famille étaient turquisés et parlaient turc,. Certains des Shahs composaient aussi des poèmes dans leur langue turque de l'époque. Parallèlement, les Shahs eux-mêmes soutenaient également la littérature, la poésie et les projets artistiques persans, y compris le grand Shahnameh de Shah Tahmasp,, tandis que des membres de la famille et certains Shahs composaient également de la poésie persane,.
L'autorité des Safavides était basée sur la religion, et leur prétention à la légitimité était fondée sur le fait d'être des descendants masculins directs d'Ali, Roger M. Savory, Encyclopædia of Islam, « Safavides », Online Edition, 2005.
La prise de Tabriz marque la fondation de l'État safavide.
Au cours de la première décennie du XVIe siècle, les Qizilbash étendent le pouvoir safavide au reste de la Perse, jusqu'à Bagdad (pris en 1508) et l'Irak, auparavant sous le contrôle des Aq Qoyunlu.
En 1510, le shah Ismail envoie un grand contingent de Qizilbash en Transoxiane afin de soutenir le souverain Timouride Bâbur, en guerre contre les Ouzbeks. Près de Merv, les Qizilbash battent les Ouzbeks et tuent leur chef, Muhammad Shaybânî, de la dynastie mongole des Chaybanides. L'Oxus devient la frontière entre l'empire séfévide et les Ouzbeks. Les Qizilbash sécurisent Samarcande pour le compte de Babur, qui en est expulsé en 1511 et se tourne vers l'Inde du Nord. Cependant, en 1512, une armée entière de Qizilbash est anéantie par les Ouzbeks après la révolte des Qizilbash turcomans contre leur vakil d'origine persane et leur commandant, Amir Nadjm. Cette lourde défaite marque la fin de l'expansion et de l'influence safavide en Transoxiane (approximativement l'Ouzbékistan et le sud-ouest du Kazakhstan moderne) et les frontières du nord-est de l'Iran restent vulnérables aux invasions nomades.

## Unification de l'État

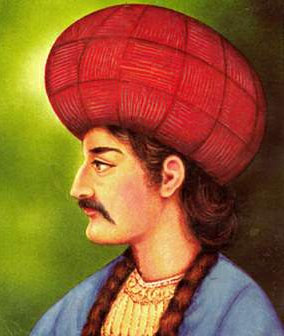
Shah Ismaïl, le fondateur de la dynastie des Safavides.

C'est sous l'impulsion d'Ismaïl Ier, premier souverain safavide, qu'est décidée la conversion de l'Iran au chiisme duodécimain. Cette conversion résulte d'une volonté de s'affirmer face à la domination des Ottomans sunnites. La conversion permet de constituer les bases d'un État fort à partir d'une identité spécifique. Les Safavides ont aussi utilisé leurs ressources afin de convertir un grand nombre d'Iraniens au chiisme. Sous les règnes des premiers Safavides, l'Iran est devenu une théocratie : en effet, les partisans d'Ismail Ier le reconnaissent comme le murshid kamil, « le guide parfait ».

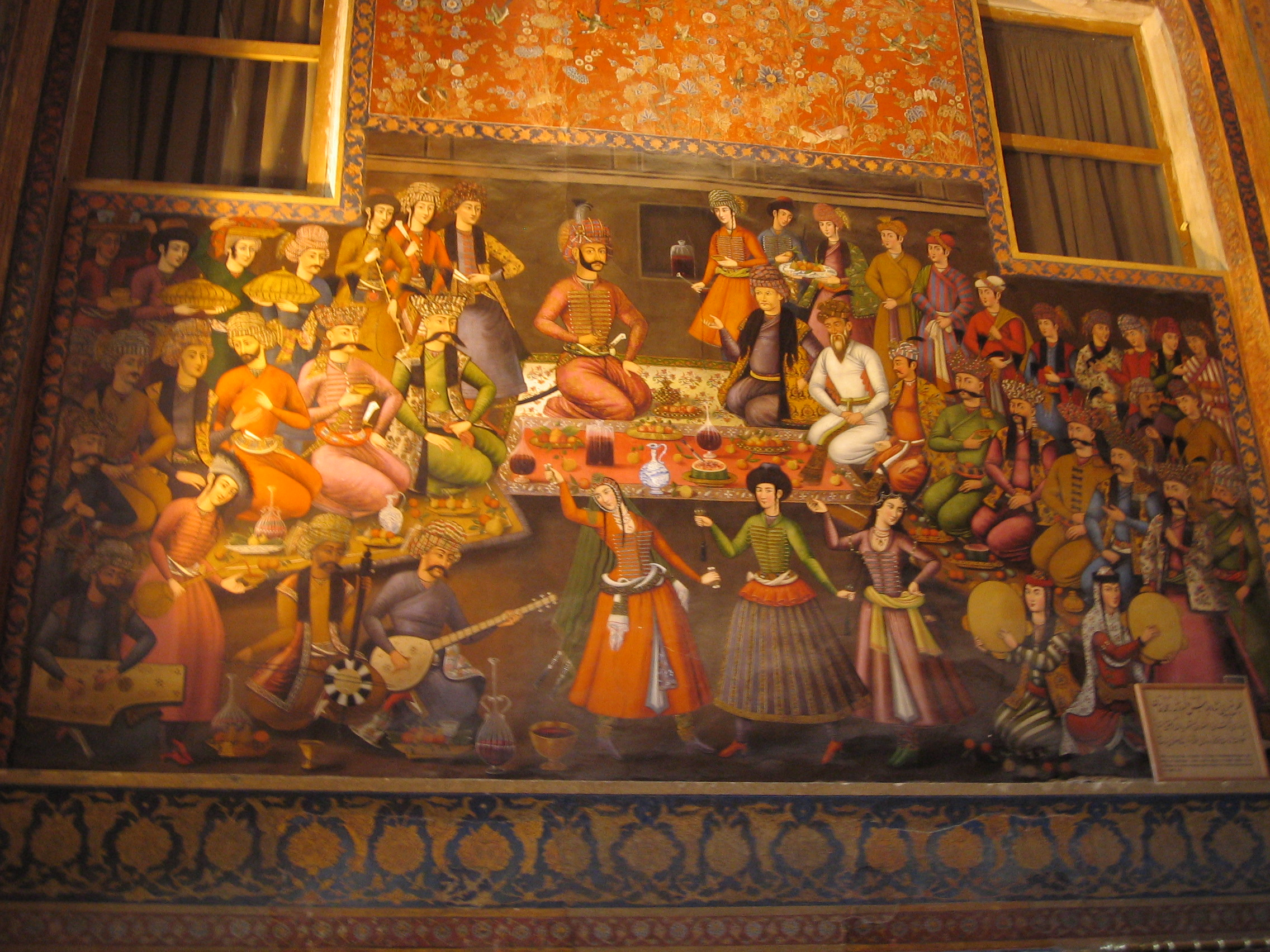
Fresque du Chehel Sotoun : Shah Abbas Ier recevant Vali Nadr Muhammad Khan.

Le problème majeur des Safavides a été de créer un État unifié, une tâche qui était difficile compte tenu de la diversité ethnique du pays. En effet, ils ont dû faire cohabiter leurs partisans turcophones avec les Perses, leurs traditions de combat avec la bureaucratie iranienne et leur idéologie messianique avec les exigences administratives d'un État territorial. Les institutions du début de l'État safavide reflètent ces efforts d'intégration et d'équilibrage entre ces différents éléments. Les postes administratifs sont majoritairement contrôlés par des Perses, tandis que les Turkmènes détiennent les postes militaires.
De plus, les Safavides faisaient face à des menaces extérieures, notamment celles des Ouzbeks, qui les attaquaient sur la frontière nord-est et qui faisaient des raids sur le Khorasan (région du Nord-Est de l'Iran), et celles des Ottomans, qui combattaient l'Iran dans le Caucase et en Anatolie. Les Séfévides appuient une révolte religieuse des Kizil Bash en Anatolie ottomane, en 1512. Le sultan Bayezid II est alors destitué par son fils Selim Ier, qui devient calife, et inaugure son règne en réprimant durement les Kizil Bash. Il lance ensuite ses troupes contre les Séfévides, remportant la victoire lors de la bataille de Tchaldiran, en 1514, qui marque la nouvelle frontière entre Ottomans et Séfévides : les Ottomans s'emparent alors de l'Irak actuel, ainsi que de l'Arménie historique. Selim fait massacrer des milliers de chiites et prend des mesures sévères contre cette hérésie. Alors que les Séfévides dépendent essentiellement d'une cavalerie d'archers, s'appuyant sur des méthodes turco-mongoles de combat, la bataille de Tchaldiran marque la victoire de la technologie ottomane, ceux-ci disposant, outre la cavalerie et les janissaires, d'une artillerie.
À l'est, les Séfévides parviennent à l'emporter contre les Ouzbeks, qui occupent le Khorasan, notamment à l'aide de canons, qui leur ont été fournis par les Portugais (lesquels occupent Ormuz, à l'entrée du golfe Persique, depuis 1516). Tahmasp Ier, successeur de Ismaïl, remporte la victoire contre l'Ouzbek Ubaid-Allah Shah pour le contrôle d'Herat (actuel Afghanistan), en 1528.

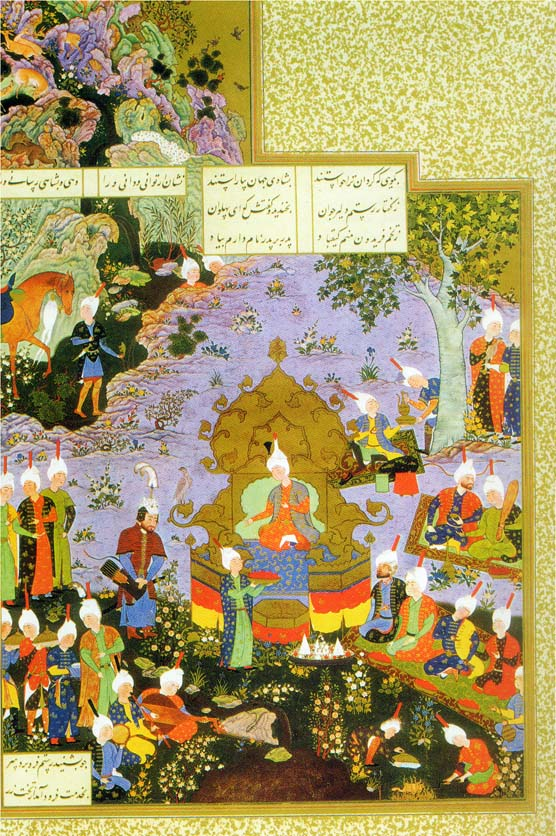
Page d'un Shâh Nâmeh (Grand Shâh Nâmeh de Shah Tahmasp ?), Iran, première moitié du XVIe siècle.

La défaite des Séfévides contre les Ottomans à Tchaldiran, qui mène à l'occupation de la capitale séfévide, Tabriz, marque un tournant dans l'histoire des Safavides : le Shah ne peut plus être considéré comme une figure semi-divine, et son influence décroît sur un certain nombre des chefs Qizilbash. Après le siège de Vienne en 1529 et la paix conclue avec le Saint-Empire germanique, les Ottomans se tournent vers l'est, et se battent contre les Séfévides sur la frontière occidentale de l'Iran, prenant Bagdad et le Sud de l'Irak en 1533. Deux autres grandes offensives sont lancées par Soliman le Magnifique, fils de Selim Ier, en 1537 et 1548. Néanmoins, la politique de la terre brûlée pratiquée par le shah force les Ottomans à se retirer, même lorsqu'ils sont victorieux.
En 1542, le shah Tahmasp reçoit à sa cour le second empereur moghol, Humâyûn, qui a été défait par le chef afghan Sher Shâh Sûrî. Tahmasp lui accorde une aide militaire, qui permet à Humâyun de reconquérir Kandahar, Peshawar, Lahore et Delhi, remontant sur son trône après quinze ans d'exil. Le peintre Behzad, à la tête de l'atelier d'artistes du chah, envoie deux de ses élèves à la cour de Humâyun. Outre cette influence artistique, ce séjour de l'empereur moghol, sunnite converti au chiisme sur les conseils pressants du chah, influencera durablement l'Inde de cette culture persane. En échange de cette aide militaire, Kandahar, regagné par Humâyun contre son frère Kamran Mirza (en), fut donné au chah, qui nomma son fils Mourad, alors bébé, comme vice-roi. Celui-ci mort, Humâyun prend le contrôle définitif de Kandahar.
En 1555, le sultan signe la paix avec le shah Tahmasp Ier (traité d'Amasya) : les Séfévides perdent définitivement l'Irak, les villes saintes chiites de Najaaf et Kerbala, mais conservent l'Azerbaïdjan et une grande partie du Caucase.
Les batailles ont continué dans le Caucase et en Irak jusqu'en 1639, année durant laquelle fut signé le traité de Qasr-i-Chirin, qui établissait des frontières entre les deux puissances qui sont restées quasiment inchangées jusqu'au début du XXe siècle. Opposé aux Habsbourgs, l'Empire ottoman s'allie à la France de François Ier, ce qui conduit à leur tour les Séfévides à s'allier à Charles Quint.

## L'apogée: d'AbbasIer(1588-1629)

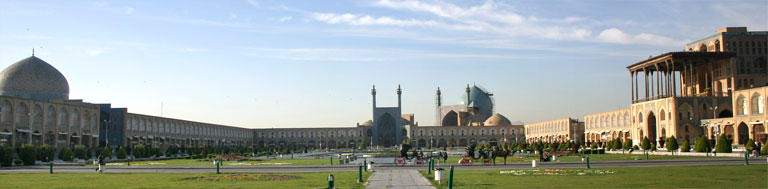
Place Naghsh-e Jahan, Ispahan. En regardant vers le sud, nous voyons droit devant, au fond la mosquée du Shah, à droite, côté ouest, le palais Ali Qapu, à gauche, côté est, la mosquée du Sheikh Lutfallah.

L'apogée des Safavides est atteinte sous Shah Abbas Ier le Grand (1588-1629) : il réussit à se défaire des menaces extérieures en signant des traités, et parvient à reprendre le contrôle sur la plupart du territoire, alors que la moitié de l'Empire était occupée par des adversaires lors de sa prise de fonctions.
Afin d'avoir la paix à l'ouest, il conclut une paix défavorable avec la Sublime Porte en 1590, qui transfère l'Iran occidental, avec Tabriz, ainsi que la plupart de l'Azerbaïdjan, sous influence ottomane. Pendant une décennie, il lutte contre les Ouzbeks du Khorassan ; Herat et l'Afghanistan occidental ne tombent qu'en 1598, et la frontière orientale n'est sécurisée qu'au début du XVIe siècle.
Trop proche des frontières, la capitale, Tabriz, est transférée à Ispahan en 1598. En 1603, Abbas se retourne contre les Ottomans. Il les refoule de l'Iran occidental (1605-1607), puis s'empare de Diyarbakir (Sud-Est de la Turquie actuelle, annexée par l'Empire ottoman en 1534) en 1620, et de Bagdad en 1623.
De plus, il centralise le pouvoir politique et l'administration, en particulier en équilibrant le pouvoir des troupes turcophones qizilbash grâce à la création du corps des gholams, des soldats chrétiens esclaves, principalement Arméniens et Géorgiens, qui lui sont loyaux. S'il peut compter sur environ 50 000 Kizil Bash, ces troupes provinciales sont dirigés par des chefs locaux, qui servent le shah en échange de leur pouvoir politique (à l'instar du système de vassalité féodale). Aussi, les gholams, faits prisonniers lors des campagnes en Arménie (1603) et en Géorgie (1614, 1616), qui sont rétribués sur ses propres deniers, lui permettent de regagner l'ascendant sur ces chefs locaux. Des milliers d'artisans sont aussi transférés d'Arménie à Ispahan.

Outre ces 10 000 cavaliers gholams, il crée un corps de 12 000 mousquetaires, les tofangchis (en), et dispose aussi de 12 000 artilleurs (avec 500 canons). En tenant compte de sa garde personnelle de 3 000 hommes, le shah Abbas dispose ainsi d'une armée permanente de 37 000 hommes, auxquels il faut ajouter les 50 000 qizilbash qu'il peut lever le cas échéant. Le pouvoir des qizilbash est progressivement réduit à la fin de son règne : seules les provinces périphériques de Géorgie, du Khuzistan, du Kurdistan et de Loristan bénéficient encore d'une autonomie relative. La puissante tribu des khanats est divisée en trois parties, postées en Azerbaïdjan, à Merv et à Astarabad, chacune se retrouvant éloignée des deux autres par des centaines de kilomètres.

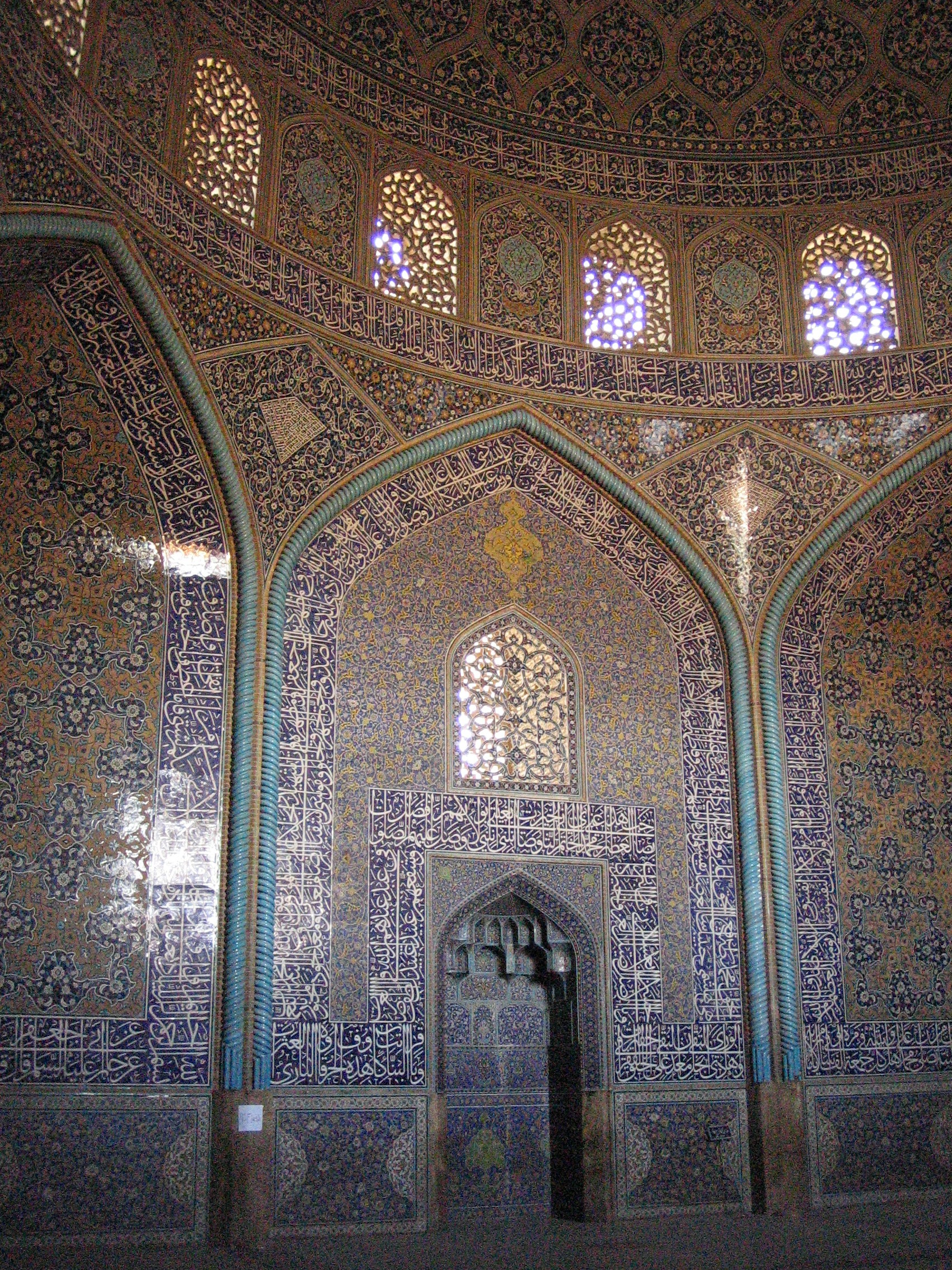
Intérieur de la mosquée du Sheikh Lutfallah, Ispahan.

Le gholam Allahverdi Khan, d'origine géorgienne, est nommé gouverneur de Fars vers 1595-1596, devenant le premier gholam à bénéficier d'un statut égal à celui des émirs qizilbashs. Promu commandant-en-chef de l'armée, et conseillé par l'Anglais Robert Shirley (envoyé par Robert Devereux, 2e comte d'Essex, afin de forger une alliance contre les Ottomans), il réorganise l'armée au tournant du siècle.
Abbas était un roi pieux, qui a soutenu les institutions religieuses en construisant des mosquées et des madresehs (écoles religieuses) (par exemple la madrassa des sciences Aliya date de cette époque) ; cependant, on constate sous son règne une séparation progressive des institutions religieuses et de l'État, dans un mouvement vers une hiérarchie religieuse indépendante.
Son règne est aussi un âge d'or pour le commerce et les arts. Avec l'aide des Anglais, il se bat d'abord contre les Portugais qui occupaient le détroit d'Ormuz, puis accueille les commerçants étrangers (britanniques, hollandais, russes, français et autres). Le niveau des arts patronnés par le shah est visible à Ispahan, sa nouvelle capitale, où il construit des palais et mosquées de toute beauté : place Naghsh-e Jahan, et Ali Qapu, mosquée du Shah, mosquée du Sheikh Lutfallah, palais de Chehel Sotoun, etc.) et donne une grande importance aux miniatures et aux beaux-arts.

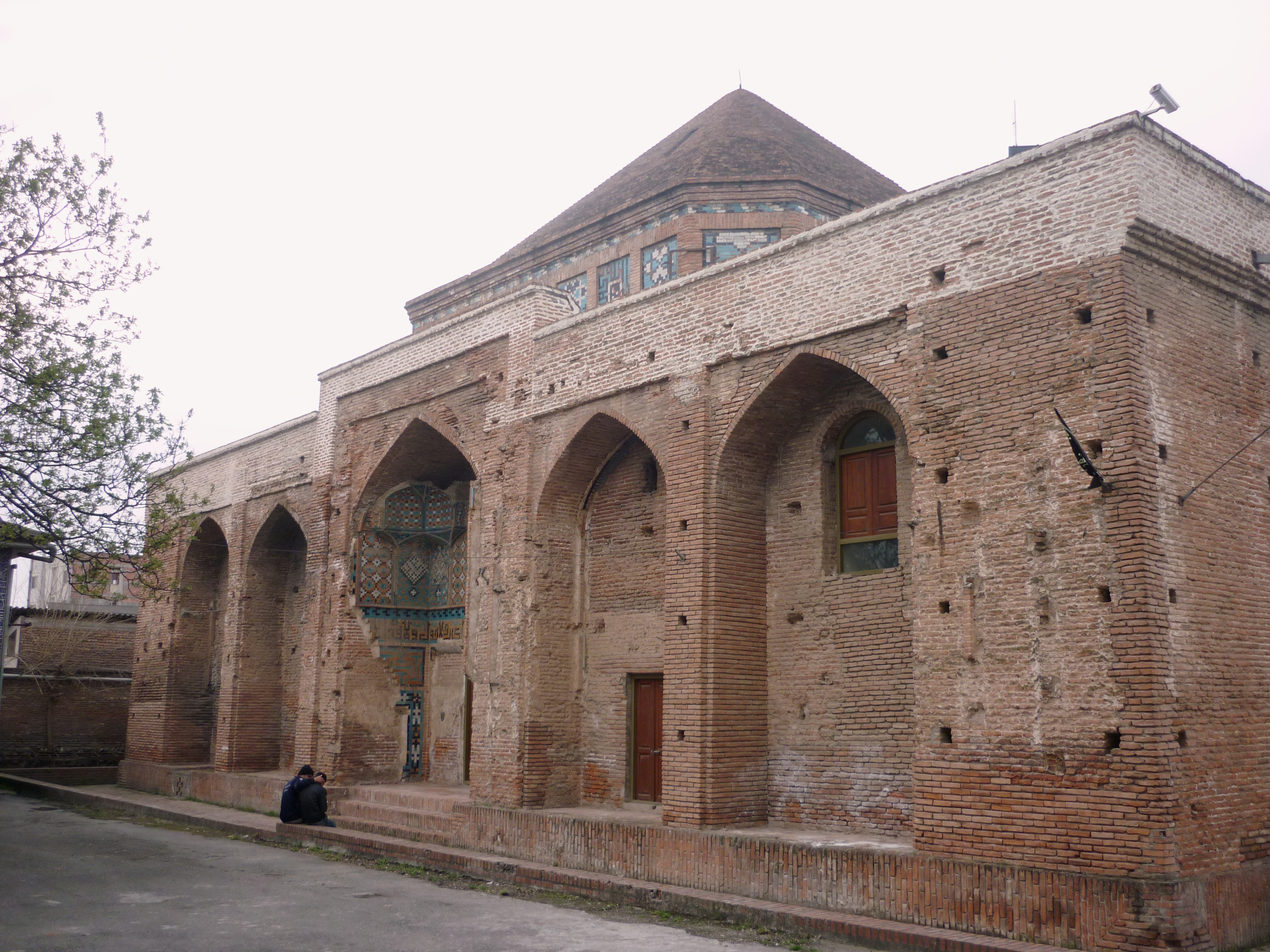
Tombe de Mir Bozorg dans la ville d'Amol

## Déclin
Le déclin des Safavides commence véritablement après la mort de Shah Abbas en 1629. Ce déclin résulte de plusieurs facteurs : souverains faibles, interférence de la politique du harem avec la politique d'État, mauvaise administration des terres de l'État et taxes excessives ainsi que faiblesse croissante des armées (à la fois l'armée qizilbash et l'armée des ghulams). De plus, la politique religieuse des oulémas chiites persécutant les sunnites (particulièrement les sunnites d'Afghanistan) est un autre des éléments déclencheur de la chute des safavides. Abbas II, petit-fils d'Abbas Ier, parvient néanmoins à reconquérir Kandahar sur les forces de l'Empire moghol.
C'est ce déclin et ce mécontentement qui poussera des tribus afghanes dirigées par Mahmoud Ghilzai à se soulever puis à gagner une série de victoires en 1722, les menant rapidement jusqu'à la capitale Ispahan. Après six mois de siège, Ghilzai force le shah Huseyin à abdiquer. Son fils, Tahmasp II, fuit alors à Tabriz, dans l'Azerbaïdjan iranien. La même année, le tsar Pierre le Grand lance ses troupes en Asie, voulant contrer une éventuelle expansion ottomane à la faveur du déclin des Séfévides. La guerre russo-iranienne se conclut par le traité de paix de Saint-Pétersbourg, qui voit Derbent, Bakou et les provinces perses du Chirvan, du Gilan, du Mazandaran, Amol et d'Astrabad passer aux Russes le 12 septembre 1723. Une partie de l'Arménie perse, dont Erevan, tombe aux mains de Constantinople. Au même moment, l'Empire moghol, miné par des dissensions internes, amorce son déclin.
Cependant, avec l'aide de sunnites du Caucase et des tribus afshars, Tahmasp II parvient à reprendre le contrôle de la majorité du territoire perse en 1729, remportant la victoire contre la dynastie Hotaki d'origine pachtoune, dirigée par Ashraf, le successeur de Mahmoud Gilzai, grâce à son allié Nadir Qoli Beig, lors de la bataille de Damghan (1729). Mais en 1732, Nadir place le fils de Tahmasp, Abbas, alors âgé de huit mois, sur le trône, et se déclare régent, envoyant l'ex-shah en exil dans le Khorasan. Nadir s'empare à nouveau d'Erevan et des territoires de l'Arménie perse. Quatre ans plus tard, il se proclame shah : le douzième souverain séfévide, Süleyman II, est réduit à ne plus régner que sur de petites portions de l'Iran, déplaçant sa capitale dans le Nord-Est, à Mashhad.
Nâdir Shâh, qui fonde l'éphémère dynastie des Afsharides, entame une série de conquêtes vers l'est et défait l'armée de l'Empire moghol lors de la bataille de Karnal (1739). Sa mort, en 1747, permet la prise de pouvoir d'Ahmad Shâh Dur-rani et la création de l’empire afghan (pachtoune) qui s'étendra de la moitié est de l'Iran jusqu'au nord de l'Inde. Sa dynastie laisse ainsi le vide à l'autre moitié ouest de l'Iran d'aujourd’hui pour les Zands puis les Qadjars, qui règneront jusqu'en 1925.
À la veille d'une nouvelle guerre russo-turque (1735-1739), le gouvernement de l'impératrice Anne Ire de Russie rétrocède tous les territoires annexés à la Perse dans le but d'établir une alliance avec les Perses contre les Ottomans.

## Liste des souverains séfévides
- 1501-1524 : Ismaïl Ier
- 1524-1576 : Tahmasp Ier
- 1576-1578 : Ismaïl II
- 1578-1588 : Muhammad Khudabanda
- 1588-1629 : Abbas Ier le Grand
- 1629-1642 : Séfi Ier
- 1642-1666 : Abbas II
- 1666-1694 : Süleyman Ier
- 1694-1722 : Hussein Ier
  - 1722-1725 : Mahmoud de la dynastie ghilzai
  - 1725-1729 : Ashraf de la dynastie ghilzai
- 1729-1732 : Tahmasp II
- 1732-1736 : Abbas III
- 1736-1749 : interrègne
- 1749-1750 : Süleyman II
- 1750-1760 : Ismaïl III

## Arbre généalogique
|  |  |                                                        |                                   |                                   |                                   |                                   |                                   |  |  |                                                        |                                                        |                                                        |                                                        |                                                        |                                                        |                                                      |                                                      | Qotb al-Din Mohammad Al-Hafiz                                                                              |                                                          |                                                          |                                                          |                                                                |                                                                |                                                                |                                                                |                                                                         |                                                                         |                                                                         |                                                                         |                                                                         |                                                                         |  |  |                                                         |                                                         |                                                         |                                                         |                                                         |                                                         |  |  |  |  |  |  |  |  |  |  |  |  |  |  |  |  |
|  |  |                                                        |                                   |                                   |                                   |                                   |                                   |  |  |                                                        |                                                        |                                                        |                                                        |                                                        |                                                        |                                                      |                                                      | |                                                          |                                                          |                                                          |                                                                |                                                                |                                                                |                                                                |                                                                         |                                                                         |                                                                         |                                                                         |                                                                         |                                                                         |  |  |                                                         |                                                         |                                                         |                                                         |                                                         |                                                         |  |  |  |  |  |  |  |  |  |  |  |  |  |  |  |  |
|  |  |                                                        |                                   |                                   |                                   |                                   |                                   |  |  |                                                        |                                                        |                                                        |                                                        |                                                        |                                                        |                                                      |                                                      | Salah al-Din Rashid                                                                                        |                                                          |                                                          |                                                          |                                                                |                                                                |                                                                |                                                                |                                                                         |                                                                         |                                                                         |                                                                         |                                                                         |                                                                         |  |  |                                                         |                                                         |                                                         |                                                         |                                                         |                                                         |  |  |  |  |  |  |  |  |  |  |  |  |  |  |  |  |
|  |  |                                                        |                                   |                                   |                                   |                                   |                                   |  |  |                                                        |                                                        |                                                        |                                                        |                                                        |                                                        |                                                      |                                                      | |                                                          |                                                          |                                                          |                                                                |                                                                |                                                                |                                                                |                                                                         |                                                                         |                                                                         |                                                                         |                                                                         |                                                                         |  |  |                                                         |                                                         |                                                         |                                                         |                                                         |                                                         |  |  |  |  |  |  |  |  |  |  |  |  |  |  |  |  |
|  |  |                                                        |                                   |                                   |                                   |                                   |                                   |  |  |                                                        |                                                        |                                                        |                                                        |                                                        |                                                        |                                                      |                                                      | al-Saleh Qotb al-Din Abu Bakr                                                                              |                                                          |                                                          |                                                          |                                                                |                                                                |                                                                |                                                                |                                                                         |                                                                         |                                                                         |                                                                         |                                                                         |                                                                         |  |  |                                                         |                                                         |                                                         |                                                         |                                                         |                                                         |  |  |  |  |  |  |  |  |  |  |  |  |  |  |  |  |
|  |  |                                                        |                                   |                                   |                                   |                                   |                                   |  |  |                                                        |                                                        |                                                        |                                                        |                                                        |                                                        |                                                      |                                                      | |                                                          |                                                          |                                                          |                                                                |                                                                |                                                                |                                                                |                                                                         |                                                                         |                                                                         |                                                                         |                                                                         |                                                                         |  |  |                                                         |                                                         |                                                         |                                                         |                                                         |                                                         |  |  |  |  |  |  |  |  |  |  |  |  |  |  |  |  |
|  |  |                                                        |                                   |                                   |                                   |                                   |                                   |  |  |                                                        |                                                        |                                                        |                                                        |                                                        |                                                        |                                                      |                                                      | Amin al-Din Jebre'il Qotb-ol-Olia                                                                          |                                                          |                                                          |                                                          |                                                                |                                                                |                                                                |                                                                |                                                                         |                                                                         |                                                                         |                                                                         |                                                                         |                                                                         |  |  |                                                         |                                                         |                                                         |                                                         |                                                         |                                                         |  |  |  |  |  |  |  |  |  |  |  |  |  |  |  |  |
|  |  |                                                        |                                   |                                   |                                   |                                   |                                   |  |  |                                                        |                                                        |                                                        |                                                        |                                                        |                                                        |                                                      |                                                      | |                                                          |                                                          |                                                          |                                                                |                                                                |                                                                |                                                                |                                                                         |                                                                         |                                                                         |                                                                         |                                                                         |                                                                         |  |  |                                                         |                                                         |                                                         |                                                         |                                                         |                                                         |  |  |  |  |  |  |  |  |  |  |  |  |  |  |  |  |
|  |  |                                                        |                                   |                                   |                                   |                                   |                                   |  |  |                                                        |                                                        |                                                        |                                                        |                                                        |                                                        |                                                      |                                                      | Sheikh Safi al-Din Ardabili (b.1252-d.1334) Fondateur et dirigeant de l'ordre soufi des Safavieh 1293-1334 |                                                          |                                                          |                                                          |                                                                |                                                                |                                                                |                                                                |                                                                         |                                                                         |                                                                         |                                                                         |                                                                         |                                                                         |  |  |                                                         |                                                         |                                                         |                                                         |                                                         |                                                         |  |  |  |  |  |  |  |  |  |  |  |  |  |  |  |  |
|  |  |                                                        |                                   |                                   |                                   |                                   |                                   |  |  |                                                        |                                                        |                                                        |                                                        |                                                        |                                                        |                                                      |                                                      | |                                                          |                                                          |                                                          |                                                                |                                                                |                                                                |                                                                |                                                                         |                                                                         |                                                                         |                                                                         |                                                                         |                                                                         |  |  |                                                         |                                                         |                                                         |                                                         |                                                         |                                                         |  |  |  |  |  |  |  |  |  |  |  |  |  |  |  |  |
|  |  |                                                        |                                   |                                   |                                   |                                   |                                   |  |  |                                                        |                                                        |                                                        |                                                        |                                                        |                                                        |                                                      |                                                      | Sheikh Sadr al-Din Musa (b.1302-d.1391) Dirigeant de l'ordre soufi des Safavieh 1334-1391                  |                                                          |                                                          |                                                          |                                                                |                                                                |                                                                |                                                                |                                                                         |                                                                         |                                                                         |                                                                         |                                                                         |                                                                         |  |  |                                                         |                                                         |                                                         |                                                         |                                                         |                                                         |  |  |  |  |  |  |  |  |  |  |  |  |  |  |  |  |
|  |  |                                                        |                                   |                                   |                                   |                                   |                                   |  |  |                                                        |                                                        |                                                        |                                                        |                                                        |                                                        |                                                      |                                                      | |                                                          |                                                          |                                                          |                                                                |                                                                |                                                                |                                                                |                                                                         |                                                                         |                                                                         |                                                                         |                                                                         |                                                                         |  |  |                                                         |                                                         |                                                         |                                                         |                                                         |                                                         |  |  |  |  |  |  |  |  |  |  |  |  |  |  |  |  |
|  |  |                                                        |                                   |                                   |                                   |                                   |                                   |  |  |                                                        |                                                        |                                                        |                                                        |                                                        |                                                        |                                                      |                                                      | Sheikh Ali Safavi (d.1429) Dirigeant de l'ordre soufi des Safavieh 1391-1429                               |                                                          |                                                          |                                                          |                                                                |                                                                |                                                                |                                                                |                                                                         |                                                                         |                                                                         |                                                                         |                                                                         |                                                                         |  |  |                                                         |                                                         |                                                         |                                                         |                                                         |                                                         |  |  |  |  |  |  |  |  |  |  |  |  |  |  |  |  |
|  |  |                                                        |                                   |                                   |                                   |                                   |                                   |  |  |                                                        |                                                        |                                                        |                                                        |                                                        |                                                        |                                                      |                                                      | |                                                          |                                                          |                                                          |                                                                |                                                                |                                                                |                                                                |                                                                         |                                                                         |                                                                         |                                                                         |                                                                         |                                                                         |  |  |                                                         |                                                         |                                                         |                                                         |                                                         |                                                         |  |  |  |  |  |  |  |  |  |  |  |  |  |  |  |  |
|  |  |                                                        |                                   |                                   |                                   |                                   |                                   |  |  |                                                        |                                                        |                                                        |                                                        |                                                        |                                                        |                                                      |                                                      | Sheikh Ibrahim Safavi Dirigeant de l'ordre soufi des Safavieh 1429-1447                                    |                                                          |                                                          |                                                          |                                                                |                                                                |                                                                |                                                                |                                                                         |                                                                         |                                                                         |                                                                         |                                                                         |                                                                         |  |  |                                                         |                                                         |                                                         |                                                         |                                                         |                                                         |  |  |  |  |  |  |  |  |  |  |  |  |  |  |  |  |
|  |  |                                                        |                                   |                                   |                                   |                                   |                                   |  |  |                                                        |                                                        |                                                        |                                                        |                                                        |                                                        |                                                      |                                                      | |                                                          |                                                          |                                                          |                                                                |                                                                |                                                                |                                                                |                                                                         |                                                                         |                                                                         |                                                                         |                                                                         |                                                                         |  |  |                                                         |                                                         |                                                         |                                                         |                                                         |                                                         |  |  |  |  |  |  |  |  |  |  |  |  |  |  |  |  |
|  |  |                                                        |                                   |                                   |                                   |                                   |                                   |  |  |                                                        |                                                        |                                                        |                                                        |                                                        |                                                        |                                                      |                                                      | Sheikh Joneyed Safavi (d.1460) Dirigeant de l'ordre soufi des Safavieh 1447-1460                           |                                                          |                                                          |                                                          |                                                                |                                                                |                                                                |                                                                |                                                                         |                                                                         |                                                                         |                                                                         |                                                                         |                                                                         |  |  |                                                         |                                                         |                                                         |                                                         |                                                         |                                                         |  |  |  |  |  |  |  |  |  |  |  |  |  |  |  |  |
|  |  |                                                        |                                   |                                   |                                   |                                   |                                   |  |  |                                                        |                                                        |                                                        |                                                        |                                                        |                                                        |                                                      |                                                      | |                                                          |                                                          |                                                          |                                                                |                                                                |                                                                |                                                                |                                                                         |                                                                         |                                                                         |                                                                         |                                                                         |                                                                         |  |  |                                                         |                                                         |                                                         |                                                         |                                                         |                                                         |  |  |  |  |  |  |  |  |  |  |  |  |  |  |  |  |
|  |  |                                                        |                                   |                                   |                                   |                                   |                                   |  |  |                                                        |                                                        |                                                        |                                                        |                                                        |                                                        |                                                      |                                                      | Sheikh Heydar Safavi (b.1459-d.1488) Dirigeant de l'ordre soufi des Safavieh 1460-1488                     |                                                          |                                                          |                                                          |                                                                |                                                                |                                                                |                                                                |                                                                         |                                                                         |                                                                         |                                                                         |                                                                         |                                                                         |  |  |                                                         |                                                         |                                                         |                                                         |                                                         |                                                         |  |  |  |  |  |  |  |  |  |  |  |  |  |  |  |  |
|  |  |                                                        |                                   |                                   |                                   |                                   |                                   |  |  |                                                        |                                                        |                                                        |                                                        |                                                        |                                                        |                                                      |                                                      | |                                                          |                                                          |                                                          |                                                                |                                                                |                                                                |                                                                |                                                                         |                                                                         |                                                                         |                                                                         |                                                                         |                                                                         |  |  |                                                         |                                                         |                                                         |                                                         |                                                         |                                                         |  |  |  |  |  |  |  |  |  |  |  |  |  |  |  |  |
|  |  |                                                        |                                   |                                   |                                   |                                   |                                   |  |  |                                                        |                                                        |                                                        |                                                        |                                                        |                                                        |                                                      |                                                      | |                                                          |                                                          |                                                          |                                                                |                                                                |                                                                |                                                                |                                                                         |                                                                         |                                                                         |                                                                         |                                                                         |                                                                         |  |  |                                                         |                                                         |                                                         |                                                         |                                                         |                                                         |  |  |  |  |  |  |  |  |  |  |  |  |  |  |  |  |
|  |  |                                                        |                                   |                                   |                                   |                                   |                                   |  |  |                                                        |                                                        |                                                        |                                                        |                                                        |                                                        |                                                      |                                                      | 1. Ismaïl Ier (n.1487-d.1524) Shah de Perse 1502-1524                                                      | 1. Ismaïl Ier (n.1487-d.1524) Shah de Perse 1502-1524    | 1. Ismaïl Ier (n.1487-d.1524) Shah de Perse 1502-1524    | 1. Ismaïl Ier (n.1487-d.1524) Shah de Perse 1502-1524    | 1. Ismaïl Ier (n.1487-d.1524) Shah de Perse 1502-1524          | 1. Ismaïl Ier (n.1487-d.1524) Shah de Perse 1502-1524          |                                                                |                                                                | Soltan Ali Safavi (k.1494) Dirigeant de l'ordre soufi des Safavieh 1488 | Soltan Ali Safavi (k.1494) Dirigeant de l'ordre soufi des Safavieh 1488 | Soltan Ali Safavi (k.1494) Dirigeant de l'ordre soufi des Safavieh 1488 | Soltan Ali Safavi (k.1494) Dirigeant de l'ordre soufi des Safavieh 1488 | Soltan Ali Safavi (k.1494) Dirigeant de l'ordre soufi des Safavieh 1488 | Soltan Ali Safavi (k.1494) Dirigeant de l'ordre soufi des Safavieh 1488 |  |  |                                                         |                                                         |                                                         |                                                         |                                                         |                                                         |  |  |  |  |  |  |  |  |  |  |  |  |  |  |  |  |
|  |  |                                                        |                                   |                                   |                                   |                                   |                                   |  |  |                                                        |                                                        |                                                        |                                                        |                                                        |                                                        |                                                      |                                                      | 1. Ismaïl Ier (n.1487-d.1524) Shah de Perse 1502-1524                                                      | 1. Ismaïl Ier (n.1487-d.1524) Shah de Perse 1502-1524    | 1. Ismaïl Ier (n.1487-d.1524) Shah de Perse 1502-1524    | 1. Ismaïl Ier (n.1487-d.1524) Shah de Perse 1502-1524    | 1. Ismaïl Ier (n.1487-d.1524) Shah de Perse 1502-1524          | 1. Ismaïl Ier (n.1487-d.1524) Shah de Perse 1502-1524          |                                                                |                                                                | Soltan Ali Safavi (k.1494) Dirigeant de l'ordre soufi des Safavieh 1488 | Soltan Ali Safavi (k.1494) Dirigeant de l'ordre soufi des Safavieh 1488 | Soltan Ali Safavi (k.1494) Dirigeant de l'ordre soufi des Safavieh 1488 | Soltan Ali Safavi (k.1494) Dirigeant de l'ordre soufi des Safavieh 1488 | Soltan Ali Safavi (k.1494) Dirigeant de l'ordre soufi des Safavieh 1488 | Soltan Ali Safavi (k.1494) Dirigeant de l'ordre soufi des Safavieh 1488 |  |  |                                                         |                                                         |                                                         |                                                         |                                                         |                                                         |  |  |  |  |  |  |  |  |  |  |  |  |  |  |  |  |
|  |  |                                                        |                                   |                                   |                                   |                                   |                                   |  |  |                                                        |                                                        |                                                        |                                                        |                                                        |                                                        |                                                      |                                                      | 2. Tahmasp Ier (n.1514-d.1576) Shah de Perse 1524-1576                                                     |                                                          |                                                          |                                                          |                                                                |                                                                |                                                                |                                                                |                                                                         |                                                                         |                                                                         |                                                                         |                                                                         |                                                                         |  |  |                                                         |                                                         |                                                         |                                                         |                                                         |                                                         |  |  |  |  |  |  |  |  |  |  |  |  |  |  |  |  |
|  |  |                                                        |                                   |                                   |                                   |                                   |                                   |  |  |                                                        |                                                        |                                                        |                                                        |                                                        |                                                        |                                                      |                                                      | |                                                          |                                                          |                                                          |                                                                |                                                                |                                                                |                                                                |                                                                         |                                                                         |                                                                         |                                                                         |                                                                         |                                                                         |  |  |                                                         |                                                         |                                                         |                                                         |                                                         |                                                         |  |  |  |  |  |  |  |  |  |  |  |  |  |  |  |  |
|  |  |                                                        |                                   |                                   |                                   |                                   |                                   |  |  |                                                        |                                                        |                                                        |                                                        |                                                        |                                                        |                                                      |                                                      | |                                                          |                                                          |                                                          |                                                                |                                                                |                                                                |                                                                |                                                                         |                                                                         |                                                                         |                                                                         |                                                                         |                                                                         |  |  |                                                         |                                                         |                                                         |                                                         |                                                         |                                                         |  |  |  |  |  |  |  |  |  |  |  |  |  |  |  |  |
|  |  |                                                        |                                   |                                   |                                   |                                   |                                   |  |  |                                                        |                                                        |                                                        |                                                        | 3. Ismaïl II (n.1537-d.1577) Shah de Perse 1576-1577   | 3. Ismaïl II (n.1537-d.1577) Shah de Perse 1576-1577   | 3. Ismaïl II (n.1537-d.1577) Shah de Perse 1576-1577 | 3. Ismaïl II (n.1537-d.1577) Shah de Perse 1576-1577 | 3. Ismaïl II (n.1537-d.1577) Shah de Perse 1576-1577                                                       | 3. Ismaïl II (n.1537-d.1577) Shah de Perse 1576-1577     |                                                          |                                                          | 4. Muhammad Khudabanda (n.1532-d.1595) Shah de Perse 1577-1587 | 4. Muhammad Khudabanda (n.1532-d.1595) Shah de Perse 1577-1587 | 4. Muhammad Khudabanda (n.1532-d.1595) Shah de Perse 1577-1587 | 4. Muhammad Khudabanda (n.1532-d.1595) Shah de Perse 1577-1587 | 4. Muhammad Khudabanda (n.1532-d.1595) Shah de Perse 1577-1587          | 4. Muhammad Khudabanda (n.1532-d.1595) Shah de Perse 1577-1587          |                                                                         |                                                                         |                                                                         |                                                                         |  |  |                                                         |                                                         |                                                         |                                                         |                                                         |                                                         |  |  |  |  |  |  |  |  |  |  |  |  |  |  |  |  |
|  |  |                                                        |                                   |                                   |                                   |                                   |                                   |  |  |                                                        |                                                        |                                                        |                                                        | 3. Ismaïl II (n.1537-d.1577) Shah de Perse 1576-1577   | 3. Ismaïl II (n.1537-d.1577) Shah de Perse 1576-1577   | 3. Ismaïl II (n.1537-d.1577) Shah de Perse 1576-1577 | 3. Ismaïl II (n.1537-d.1577) Shah de Perse 1576-1577 | 3. Ismaïl II (n.1537-d.1577) Shah de Perse 1576-1577                                                       | 3. Ismaïl II (n.1537-d.1577) Shah de Perse 1576-1577     |                                                          |                                                          | 4. Muhammad Khudabanda (n.1532-d.1595) Shah de Perse 1577-1587 | 4. Muhammad Khudabanda (n.1532-d.1595) Shah de Perse 1577-1587 | 4. Muhammad Khudabanda (n.1532-d.1595) Shah de Perse 1577-1587 | 4. Muhammad Khudabanda (n.1532-d.1595) Shah de Perse 1577-1587 | 4. Muhammad Khudabanda (n.1532-d.1595) Shah de Perse 1577-1587          | 4. Muhammad Khudabanda (n.1532-d.1595) Shah de Perse 1577-1587          |                                                                         |                                                                         |                                                                         |                                                                         |  |  |                                                         |                                                         |                                                         |                                                         |                                                         |                                                         |  |  |  |  |  |  |  |  |  |  |  |  |  |  |  |  |
|  |  |                                                        |                                   |                                   |                                   |                                   |                                   |  |  |                                                        |                                                        |                                                        |                                                        |                                                        |                                                        |                                                      |                                                      | |                                                          |                                                          |                                                          | 5. Abbas Ier le Grand (n.1571-d.1629) Shah de Perse 1587-1629  |                                                                |                                                                |                                                                |                                                                         |                                                                         |                                                                         |                                                                         |                                                                         |                                                                         |  |  |                                                         |                                                         |                                                         |                                                         |                                                         |                                                         |  |  |  |  |  |  |  |  |  |  |  |  |  |  |  |  |
|  |  |                                                        |                                   |                                   |                                   |                                   |                                   |  |  |                                                        |                                                        |                                                        |                                                        |                                                        |                                                        |                                                      |                                                      | |                                                          |                                                          |                                                          |                                                                |                                                                |                                                                |                                                                |                                                                         |                                                                         |                                                                         |                                                                         |                                                                         |                                                                         |  |  |                                                         |                                                         |                                                         |                                                         |                                                         |                                                         |  |  |  |  |  |  |  |  |  |  |  |  |  |  |  |  |
|  |  |                                                        |                                   |                                   |                                   |                                   |                                   |  |  |                                                        |                                                        |                                                        |                                                        |                                                        |                                                        |                                                      |                                                      | |                                                          |                                                          |                                                          |                                                                |                                                                |                                                                |                                                                |                                                                         |                                                                         |                                                                         |                                                                         |                                                                         |                                                                         |  |  |                                                         |                                                         |                                                         |                                                         |                                                         |                                                         |  |  |  |  |  |  |  |  |  |  |  |  |  |  |  |  |
|  |  |                                                        |                                   |                                   |                                   |                                   |                                   |  |  |                                                        |                                                        |                                                        |                                                        |                                                        |                                                        |                                                      |                                                      | Safi (b.1587-k.1615) Mohammad Baqer Mirza (en) 1587-1615                                                   | Safi (b.1587-k.1615) Mohammad Baqer Mirza (en) 1587-1615 | Safi (b.1587-k.1615) Mohammad Baqer Mirza (en) 1587-1615 | Safi (b.1587-k.1615) Mohammad Baqer Mirza (en) 1587-1615 | Safi (b.1587-k.1615) Mohammad Baqer Mirza (en) 1587-1615       | Safi (b.1587-k.1615) Mohammad Baqer Mirza (en) 1587-1615       |                                                                |                                                                | Imam Qoli (n.1602-k.1632) 1627                                          | Imam Qoli (n.1602-k.1632) 1627                                          | Imam Qoli (n.1602-k.1632) 1627                                          | Imam Qoli (n.1602-k.1632) 1627                                          | Imam Qoli (n.1602-k.1632) 1627                                          | Imam Qoli (n.1602-k.1632) 1627                                          |  |  |                                                         |                                                         |                                                         |                                                         |                                                         |                                                         |  |  |  |  |  |  |  |  |  |  |  |  |  |  |  |  |
|  |  |                                                        |                                   |                                   |                                   |                                   |                                   |  |  |                                                        |                                                        |                                                        |                                                        |                                                        |                                                        |                                                      |                                                      | Safi (b.1587-k.1615) Mohammad Baqer Mirza (en) 1587-1615                                                   | Safi (b.1587-k.1615) Mohammad Baqer Mirza (en) 1587-1615 | Safi (b.1587-k.1615) Mohammad Baqer Mirza (en) 1587-1615 | Safi (b.1587-k.1615) Mohammad Baqer Mirza (en) 1587-1615 | Safi (b.1587-k.1615) Mohammad Baqer Mirza (en) 1587-1615       | Safi (b.1587-k.1615) Mohammad Baqer Mirza (en) 1587-1615       |                                                                |                                                                | Imam Qoli (n.1602-k.1632) 1627                                          | Imam Qoli (n.1602-k.1632) 1627                                          | Imam Qoli (n.1602-k.1632) 1627                                          | Imam Qoli (n.1602-k.1632) 1627                                          | Imam Qoli (n.1602-k.1632) 1627                                          | Imam Qoli (n.1602-k.1632) 1627                                          |  |  |                                                         |                                                         |                                                         |                                                         |                                                         |                                                         |  |  |  |  |  |  |  |  |  |  |  |  |  |  |  |  |
|  |  |                                                        |                                   |                                   |                                   |                                   |                                   |  |  |                                                        |                                                        |                                                        |                                                        |                                                        |                                                        |                                                      |                                                      | 6. Séfi Ier (n.1611-d.1642) Shah de Perse 1629-1642                                                        |                                                          |                                                          |                                                          |                                                                |                                                                |                                                                |                                                                |                                                                         |                                                                         |                                                                         |                                                                         |                                                                         |                                                                         |  |  |                                                         |                                                         |                                                         |                                                         |                                                         |                                                         |  |  |  |  |  |  |  |  |  |  |  |  |  |  |  |  |
|  |  |                                                        |                                   |                                   |                                   |                                   |                                   |  |  |                                                        |                                                        |                                                        |                                                        |                                                        |                                                        |                                                      |                                                      | |                                                          |                                                          |                                                          |                                                                |                                                                |                                                                |                                                                |                                                                         |                                                                         |                                                                         |                                                                         |                                                                         |                                                                         |  |  |                                                         |                                                         |                                                         |                                                         |                                                         |                                                         |  |  |  |  |  |  |  |  |  |  |  |  |  |  |  |  |
|  |  |                                                        |                                   |                                   |                                   |                                   |                                   |  |  |                                                        |                                                        |                                                        |                                                        |                                                        |                                                        |                                                      |                                                      | 7. Abbas II (n.1632-d.1666) Shah de Perse 1642-1666                                                        |                                                          |                                                          |                                                          |                                                                |                                                                |                                                                |                                                                |                                                                         |                                                                         |                                                                         |                                                                         |                                                                         |                                                                         |  |  |                                                         |                                                         |                                                         |                                                         |                                                         |                                                         |  |  |  |  |  |  |  |  |  |  |  |  |  |  |  |  |
|  |  |                                                        |                                   |                                   |                                   |                                   |                                   |  |  |                                                        |                                                        |                                                        |                                                        |                                                        |                                                        |                                                      |                                                      | |                                                          |                                                          |                                                          |                                                                |                                                                |                                                                |                                                                |                                                                         |                                                                         |                                                                         |                                                                         |                                                                         |                                                                         |  |  |                                                         |                                                         |                                                         |                                                         |                                                         |                                                         |  |  |  |  |  |  |  |  |  |  |  |  |  |  |  |  |
|  |  |                                                        |                                   |                                   |                                   |                                   |                                   |  |  |                                                        |                                                        |                                                        |                                                        |                                                        |                                                        |                                                      |                                                      | 8. Süleyman Ier (n.1659-d.1694) Shah de Perse 1666-1694                                                    |                                                          |                                                          |                                                          |                                                                |                                                                |                                                                |                                                                |                                                                         |                                                                         |                                                                         |                                                                         |                                                                         |                                                                         |  |  |                                                         |                                                         |                                                         |                                                         |                                                         |                                                         |  |  |  |  |  |  |  |  |  |  |  |  |  |  |  |  |
|  |  |                                                        |                                   |                                   |                                   |                                   |                                   |  |  |                                                        |                                                        |                                                        |                                                        |                                                        |                                                        |                                                      |                                                      | |                                                          |                                                          |                                                          |                                                                |                                                                |                                                                |                                                                |                                                                         |                                                                         |                                                                         |                                                                         |                                                                         |                                                                         |  |  |                                                         |                                                         |                                                         |                                                         |                                                         |                                                         |  |  |  |  |  |  |  |  |  |  |  |  |  |  |  |  |
|  |  |                                                        |                                   |                                   |                                   |                                   |                                   |  |  |                                                        |                                                        |                                                        |                                                        |                                                        |                                                        |                                                      |                                                      | |                                                          |                                                          |                                                          |                                                                |                                                                |                                                                |                                                                |                                                                         |                                                                         |                                                                         |                                                                         |                                                                         |                                                                         |  |  |                                                         |                                                         |                                                         |                                                         |                                                         |                                                         |  |  |  |  |  |  |  |  |  |  |  |  |  |  |  |  |
|  |  |                                                        |                                   |                                   |                                   |                                   |                                   |  |  |                                                        |                                                        |                                                        |                                                        |                                                        |                                                        |                                                      |                                                      | 9. Hussein Ier (n.1669-k.1726) Shah de Perse 1694-1722                                                     | 9. Hussein Ier (n.1669-k.1726) Shah de Perse 1694-1722   | 9. Hussein Ier (n.1669-k.1726) Shah de Perse 1694-1722   | 9. Hussein Ier (n.1669-k.1726) Shah de Perse 1694-1722   | 9. Hussein Ier (n.1669-k.1726) Shah de Perse 1694-1722         | 9. Hussein Ier (n.1669-k.1726) Shah de Perse 1694-1722         |                                                                |                                                                | Princess Shahbanu Begum (d.1738                                         | Princess Shahbanu Begum (d.1738                                         | Princess Shahbanu Begum (d.1738                                         | Princess Shahbanu Begum (d.1738                                         | Princess Shahbanu Begum (d.1738                                         | Princess Shahbanu Begum (d.1738                                         |  |  | Seyyed Mohammad Hosseini al-Marashi                     | Seyyed Mohammad Hosseini al-Marashi                     | Seyyed Mohammad Hosseini al-Marashi                     | Seyyed Mohammad Hosseini al-Marashi                     | Seyyed Mohammad Hosseini al-Marashi                     | Seyyed Mohammad Hosseini al-Marashi                     |  |  |  |  |  |  |  |  |  |  |  |  |  |  |  |  |
|  |  |                                                        |                                   |                                   |                                   |                                   |                                   |  |  |                                                        |                                                        |                                                        |                                                        |                                                        |                                                        |                                                      |                                                      | 9. Hussein Ier (n.1669-k.1726) Shah de Perse 1694-1722                                                     | 9. Hussein Ier (n.1669-k.1726) Shah de Perse 1694-1722   | 9. Hussein Ier (n.1669-k.1726) Shah de Perse 1694-1722   | 9. Hussein Ier (n.1669-k.1726) Shah de Perse 1694-1722   | 9. Hussein Ier (n.1669-k.1726) Shah de Perse 1694-1722         | 9. Hussein Ier (n.1669-k.1726) Shah de Perse 1694-1722         |                                                                |                                                                | Princess Shahbanu Begum (d.1738                                         | Princess Shahbanu Begum (d.1738                                         | Princess Shahbanu Begum (d.1738                                         | Princess Shahbanu Begum (d.1738                                         | Princess Shahbanu Begum (d.1738                                         | Princess Shahbanu Begum (d.1738                                         |  |  | Seyyed Mohammad Hosseini al-Marashi                     | Seyyed Mohammad Hosseini al-Marashi                     | Seyyed Mohammad Hosseini al-Marashi                     | Seyyed Mohammad Hosseini al-Marashi                     | Seyyed Mohammad Hosseini al-Marashi                     | Seyyed Mohammad Hosseini al-Marashi                     |  |  |  |  |  |  |  |  |  |  |  |  |  |  |  |  |
|  |  |                                                        |                                   |                                   |                                   |                                   |                                   |  |  |                                                        |                                                        |                                                        |                                                        |                                                        |                                                        |                                                      |                                                      | |                                                          |                                                          |                                                          |                                                                |                                                                |                                                                |                                                                |                                                                         |                                                                         |                                                                         |                                                                         |                                                                         |                                                                         |  |  |                                                         |                                                         |                                                         |                                                         |                                                         |                                                         |  |  |  |  |  |  |  |  |  |  |  |  |  |  |  |  |
|  |  |                                                        |                                   |                                   |                                   |                                   |                                   |  |  |                                                        |                                                        |                                                        |                                                        |                                                        |                                                        |                                                      |                                                      | |                                                          |                                                          |                                                          |                                                                |                                                                |                                                                |                                                                |                                                                         |                                                                         |                                                                         |                                                                         |                                                                         |                                                                         |  |  |                                                         |                                                         |                                                         |                                                         |                                                         |                                                         |  |  |  |  |  |  |  |  |  |  |  |  |  |  |  |  |
|  |  | Seyyed Morteza Khalifeh Soltani                        | Seyyed Morteza Khalifeh Soltani   | Seyyed Morteza Khalifeh Soltani   | Seyyed Morteza Khalifeh Soltani   | Seyyed Morteza Khalifeh Soltani   | Seyyed Morteza Khalifeh Soltani   |  |  | Princesse Maryam Beygom (d.1746)                       | Princesse Maryam Beygom (d.1746)                       | Princesse Maryam Beygom (d.1746)                       | Princesse Maryam Beygom (d.1746)                       | Princesse Maryam Beygom (d.1746)                       | Princesse Maryam Beygom (d.1746)                       |                                                      |                                                      | 10. Tahmasp II (n.1704-k.1740) Shah de Perse 1729-1732                                                     | 10. Tahmasp II (n.1704-k.1740) Shah de Perse 1729-1732   | 10. Tahmasp II (n.1704-k.1740) Shah de Perse 1729-1732   | 10. Tahmasp II (n.1704-k.1740) Shah de Perse 1729-1732   | 10. Tahmasp II (n.1704-k.1740) Shah de Perse 1729-1732         | 10. Tahmasp II (n.1704-k.1740) Shah de Perse 1729-1732         |                                                                |                                                                | Princesse Khan Agha Beygom                                              | Princesse Khan Agha Beygom                                              | Princesse Khan Agha Beygom                                              | Princesse Khan Agha Beygom                                              | Princesse Khan Agha Beygom                                              | Princesse Khan Agha Beygom                                              |  |  | 12. Süleyman II (n.1714-d.1763) Shah de Perse 1749-1750 | 12. Süleyman II (n.1714-d.1763) Shah de Perse 1749-1750 | 12. Süleyman II (n.1714-d.1763) Shah de Perse 1749-1750 | 12. Süleyman II (n.1714-d.1763) Shah de Perse 1749-1750 | 12. Süleyman II (n.1714-d.1763) Shah de Perse 1749-1750 | 12. Süleyman II (n.1714-d.1763) Shah de Perse 1749-1750 |  |  |  |  |  |  |  |  |  |  |  |  |  |  |  |  |
|  |  | Seyyed Morteza Khalifeh Soltani                        | Seyyed Morteza Khalifeh Soltani   | Seyyed Morteza Khalifeh Soltani   | Seyyed Morteza Khalifeh Soltani   | Seyyed Morteza Khalifeh Soltani   | Seyyed Morteza Khalifeh Soltani   |  |  | Princesse Maryam Beygom (d.1746)                       | Princesse Maryam Beygom (d.1746)                       | Princesse Maryam Beygom (d.1746)                       | Princesse Maryam Beygom (d.1746)                       | Princesse Maryam Beygom (d.1746)                       | Princesse Maryam Beygom (d.1746)                       |                                                      |                                                      | 10. Tahmasp II (n.1704-k.1740) Shah de Perse 1729-1732                                                     | 10. Tahmasp II (n.1704-k.1740) Shah de Perse 1729-1732   | 10. Tahmasp II (n.1704-k.1740) Shah de Perse 1729-1732   | 10. Tahmasp II (n.1704-k.1740) Shah de Perse 1729-1732   | 10. Tahmasp II (n.1704-k.1740) Shah de Perse 1729-1732         | 10. Tahmasp II (n.1704-k.1740) Shah de Perse 1729-1732         |                                                                |                                                                | Princesse Khan Agha Beygom                                              | Princesse Khan Agha Beygom                                              | Princesse Khan Agha Beygom                                              | Princesse Khan Agha Beygom                                              | Princesse Khan Agha Beygom                                              | Princesse Khan Agha Beygom                                              |  |  | 12. Süleyman II (n.1714-d.1763) Shah de Perse 1749-1750 | 12. Süleyman II (n.1714-d.1763) Shah de Perse 1749-1750 | 12. Süleyman II (n.1714-d.1763) Shah de Perse 1749-1750 | 12. Süleyman II (n.1714-d.1763) Shah de Perse 1749-1750 | 12. Süleyman II (n.1714-d.1763) Shah de Perse 1749-1750 | 12. Süleyman II (n.1714-d.1763) Shah de Perse 1749-1750 |  |  |  |  |  |  |  |  |  |  |  |  |  |  |  |  |
|  |  |                                                        |                                   |                                   |                                   |                                   |                                   |  |  |                                                        |                                                        |                                                        |                                                        |                                                        |                                                        |                                                      |                                                      | |                                                          |                                                          |                                                          |                                                                |                                                                |                                                                |                                                                |                                                                         |                                                                         |                                                                         |                                                                         |                                                                         |                                                                         |  |  |                                                         |                                                         |                                                         |                                                         |                                                         |                                                         |  |  |  |  |  |  |  |  |  |  |  |  |  |  |  |  |
|  |  |                                                        |                                   |                                   |                                   |                                   |                                   |  |  |                                                        |                                                        |                                                        |                                                        |                                                        |                                                        |                                                      |                                                      | |                                                          |                                                          |                                                          |                                                                |                                                                |                                                                |                                                                |                                                                         |                                                                         |                                                                         |                                                                         |                                                                         |                                                                         |  |  |                                                         |                                                         |                                                         |                                                         |                                                         |                                                         |  |  |  |  |  |  |  |  |  |  |  |  |  |  |  |  |
|  |  | Seyyed Ahmad Safavi (d.1775)                           | Seyyed Ahmad Safavi (d.1775)      | Seyyed Ahmad Safavi (d.1775)      | Seyyed Ahmad Safavi (d.1775)      | Seyyed Ahmad Safavi (d.1775)      | Seyyed Ahmad Safavi (d.1775)      |  |  | Princesse Ismat-ol-Nisa (d.1774)                       | Princesse Ismat-ol-Nisa (d.1774)                       | Princesse Ismat-ol-Nisa (d.1774)                       | Princesse Ismat-ol-Nisa (d.1774)                       | Princesse Ismat-ol-Nisa (d.1774)                       | Princesse Ismat-ol-Nisa (d.1774)                       |                                                      |                                                      | 11. Abbas III (n.1731-k.1740) Shah de Perse 1732-1736                                                      | 11. Abbas III (n.1731-k.1740) Shah de Perse 1732-1736    | 11. Abbas III (n.1731-k.1740) Shah de Perse 1732-1736    | 11. Abbas III (n.1731-k.1740) Shah de Perse 1732-1736    | 11. Abbas III (n.1731-k.1740) Shah de Perse 1732-1736          | 11. Abbas III (n.1731-k.1740) Shah de Perse 1732-1736          |                                                                |                                                                |                                                                         |                                                                         |                                                                         |                                                                         |                                                                         |                                                                         |  |  |                                                         |                                                         |                                                         |                                                         |                                                         |                                                         |  |  |  |  |  |  |  |  |  |  |  |  |  |  |  |  |
|  |  | Seyyed Ahmad Safavi (d.1775)                           | Seyyed Ahmad Safavi (d.1775)      | Seyyed Ahmad Safavi (d.1775)      | Seyyed Ahmad Safavi (d.1775)      | Seyyed Ahmad Safavi (d.1775)      | Seyyed Ahmad Safavi (d.1775)      |  |  | Princesse Ismat-ol-Nisa (d.1774)                       | Princesse Ismat-ol-Nisa (d.1774)                       | Princesse Ismat-ol-Nisa (d.1774)                       | Princesse Ismat-ol-Nisa (d.1774)                       | Princesse Ismat-ol-Nisa (d.1774)                       | Princesse Ismat-ol-Nisa (d.1774)                       |                                                      |                                                      | 11. Abbas III (n.1731-k.1740) Shah de Perse 1732-1736                                                      | 11. Abbas III (n.1731-k.1740) Shah de Perse 1732-1736    | 11. Abbas III (n.1731-k.1740) Shah de Perse 1732-1736    | 11. Abbas III (n.1731-k.1740) Shah de Perse 1732-1736    | 11. Abbas III (n.1731-k.1740) Shah de Perse 1732-1736          | 11. Abbas III (n.1731-k.1740) Shah de Perse 1732-1736          |                                                                |                                                                |                                                                         |                                                                         |                                                                         |                                                                         |                                                                         |                                                                         |  |  |                                                         |                                                         |                                                         |                                                         |                                                         |                                                         |  |  |  |  |  |  |  |  |  |  |  |  |  |  |  |  |
|  |  |                                                        |                                   |                                   |                                   |                                   |                                   |  |  |                                                        |                                                        |                                                        |                                                        |                                                        |                                                        |                                                      |                                                      | |                                                          |                                                          |                                                          |                                                                |                                                                |                                                                |                                                                |                                                                         |                                                                         |                                                                         |                                                                         |                                                                         |                                                                         |  |  |                                                         |                                                         |                                                         |                                                         |                                                         |                                                         |  |  |  |  |  |  |  |  |  |  |  |  |  |  |  |  |
|  |  |                                                        |                                   |                                   |                                   |                                   |                                   |  |  |                                                        |                                                        |                                                        |                                                        |                                                        |                                                        |                                                      |                                                      | |                                                          |                                                          |                                                          |                                                                |                                                                |                                                                |                                                                |                                                                         |                                                                         |                                                                         |                                                                         |                                                                         |                                                                         |  |  |                                                         |                                                         |                                                         |                                                         |                                                         |                                                         |  |  |  |  |  |  |  |  |  |  |  |  |  |  |  |  |
|  |  | 13. Ismaïl III (n.1733-d.1773) Shah de Perse 1750-1773 |                                   |                                   |                                   |                                   |                                   |  |  |                                                        |                                                        |                                                        |                                                        |                                                        |                                                        |                                                      |                                                      | |                                                          |                                                          |                                                          |                                                                |                                                                |                                                                |                                                                |                                                                         |                                                                         |                                                                         |                                                                         |                                                                         |                                                                         |  |  |                                                         |                                                         |                                                         |                                                         |                                                         |                                                         |  |  |  |  |  |  |  |  |  |  |  |  |  |  |  |  |
|  |  |                                                        |                                   |                                   |                                   |                                   |                                   |  |  |                                                        |                                                        |                                                        |                                                        |                                                        |                                                        |                                                      |                                                      | |                                                          |                                                          |                                                          |                                                                |                                                                |                                                                |                                                                |                                                                         |                                                                         |                                                                         |                                                                         |                                                                         |                                                                         |  |  |                                                         |                                                         |                                                         |                                                         |                                                         |                                                         |  |  |  |  |  |  |  |  |  |  |  |  |  |  |  |  |
|  |  | Princesse Zeynab-ol-Nisa (d.1782)                      | Princesse Zeynab-ol-Nisa (d.1782) | Princesse Zeynab-ol-Nisa (d.1782) | Princesse Zeynab-ol-Nisa (d.1782) | Princesse Zeynab-ol-Nisa (d.1782) | Princesse Zeynab-ol-Nisa (d.1782) |  |  | 14. Soltan Mohammad (n.1778-d.1796) Shah de Perse 1786 | 14. Soltan Mohammad (n.1778-d.1796) Shah de Perse 1786 | 14. Soltan Mohammad (n.1778-d.1796) Shah de Perse 1786 | 14. Soltan Mohammad (n.1778-d.1796) Shah de Perse 1786 | 14. Soltan Mohammad (n.1778-d.1796) Shah de Perse 1786 | 14. Soltan Mohammad (n.1778-d.1796) Shah de Perse 1786 |                                                      |                                                      | |                                                          |                                                          |                                                          |                                                                |                                                                |                                                                |                                                                |                                                                         |                                                                         |                                                                         |                                                                         |                                                                         |                                                                         |  |  |                                                         |                                                         |                                                         |                                                         |                                                         |                                                         |  |  |  |  |  |  |  |  |  |  |  |  |  |  |  |  |
|  |  | Princesse Zeynab-ol-Nisa (d.1782)                      | Princesse Zeynab-ol-Nisa (d.1782) | Princesse Zeynab-ol-Nisa (d.1782) | Princesse Zeynab-ol-Nisa (d.1782) | Princesse Zeynab-ol-Nisa (d.1782) | Princesse Zeynab-ol-Nisa (d.1782) |  |  | 14. Soltan Mohammad (n.1778-d.1796) Shah de Perse 1786 | 14. Soltan Mohammad (n.1778-d.1796) Shah de Perse 1786 | 14. Soltan Mohammad (n.1778-d.1796) Shah de Perse 1786 | 14. Soltan Mohammad (n.1778-d.1796) Shah de Perse 1786 | 14. Soltan Mohammad (n.1778-d.1796) Shah de Perse 1786 | 14. Soltan Mohammad (n.1778-d.1796) Shah de Perse 1786 |                                                      |                                                      | |                                                          |                                                          |                                                          |                                                                |                                                                |                                                                |                                                                |                                                                         |                                                                         |                                                                         |                                                                         |                                                                         |                                                                         |  |  |                                                         |                                                         |                                                         |                                                         |                                                         |                                                         |  |  |  |  |  |  |  |  |  |  |  |  |  |  |  |  |